# О чём-то ином
О чём-то ином (чеш. O něčem jiném) — чехословацкий фильм режиссёра Веры Хитиловой, снятый в 1963 году. В фильме перемежаются две отдельных истории: одна о Вере — вымышленной домохозяйке в Чехословакии, и другая о Еве — олимпийской гимнастке.
Этот фильм — первый полнометражный фильм Хитиловой, и считается принадлежащим «Новой чешской волне». Фильм получил главный приз на кинофестивале в Мангейме в 1963 году и был высоко оценён критиками и академиками[уточнить].